# Delray Beach
Delray Beach – miasto w Stanach Zjednoczonych, położone w południowo-wschodniej części stanu Floryda, w hrabstwie Palm Beach. Wchodzi w skład obszaru metropolitalnego Miami. Nosi przydomek „amerykańskiej stolicy odwyku”.

## Ludność
Według danych United States Census Bureau z 2022 roku, populacja miasta liczy około 67 tysięcy mieszkańców. Około 25% z nich stanowiły osoby urodzone poza granicami Stanów Zjednoczonych. Struktura etniczna wyglądała następująco: 
- 52,6% - biali niebędący Latynosami,
- 30,0% - Afroamerykanie lub czarnoskórzy Amerykanie,
- 11,3% - Latynosi,
- 7,6% - osoby rasy mieszanej,
- 2,1% - Azjaci[2].

## Sport
Od 1999 roku w Delray Beach odbywa się coroczny turniej tenisowy Delray Beach Open. Wydarzenie to przyciąga zarówno czołowych zawodników, jak i licznych turystów.

## Historia
Delray Beach wywodzi się z późno-XIX-wiecznej osady rolniczej. W 1984 roku powstała pierwsza szkoła publiczna w hrabstwie Palm Beach, obslugująca społeczność afroamerykańską w dzielnicy West Settlers. W 1911 roku w głębi lądu powstała samorządowa jednostka Delray, a w 1923 roku założono Delray Beach na wyspie przybrzeżnej. W 1927 roku oba obszary połączono w jedną jednostkę miejską.
Dekady później, w 1964 roku powstało Delray Beach Historical Society, zajmujące się dokumentacją lokalnej przeszłości.

## Gospodarka
Większość gospodarki Delray Beach opiera się na turystyce i usługach rekreacyjnych, jako miasto jest bogate w malownicze plaże, przede wszystkim Delray Municipal Beach o długości około 2,5 kilometra, które przyciągają ponad milion odwiedzających rocznie. Z obsługą turystów związany jest także i handel i gastronomia - na Atlantic Avenue działa około 100 barów, restauracji i butików, co stanowi istotny wkład w lojalną ofertę usług.
Ważną rolę dla lokalnej gospodarki odgrywają tu także małe przedsiębiorstwa. Działalność prowadzona jest także przez organizacje takie jak Downtown Development Authority, której celem jest wspieranie rozwoju zabudowy i infrastruktury miejskiej.

## Miasta Partnerskie
- Miyazu, Japonia
- Moshi, Tanzania
- Naharijja, Izrael